# Boeing Model 80
Le Boeing 80 est un  avion de transport commercial trimoteur construit par la compagnie Boeing durant les années 1920. Il y a eu 16 exemplaires construits. Il permettait de transporter du courrier et des passagers sur les vols intérieurs aux États-Unis.

## Développement
Boeing Air Transport a été créé le 17 février 1927 par William Boeing pour transporter le courrier entre San Francisco et Chicago après que le gouvernement américain ait confié aux sociétés privées le transport du courrier. L'itinéraire a été d'abord exploité par le Boeing Model 40, qui pouvait transporter au maximum quatre passagers.
Afin de tirer un plus grand profit du trafic passagers, Boeing a décidé qu'il lui fallait un avion plus gros et mieux adapté au transport de passagers, et conçoit en 1928 un avion trimoteur capable de transporter jusqu'à 12 passagers dans des conditions de confort exceptionnelles pour l'époque, le modèle 80. Les parois de la cabine sont en contreplaqué d'acajou, et les fauteuils en cuir. On y trouve même de l'eau chaude dans les toilettes, des lampes de lecture individuelles et une bonne ventilation pour l'époque. 
Contrairement aux Fokker F.VII et aux Ford Trimotor monoplans qui étaient exploités par d'autres compagnies aériennes, le modèle 80, plus grand et plus lourd, était un biplan, formule choisi pour donner de bonnes performances au décollage et à l'atterrissage lors de l'utilisation d'aérodromes avec des pistes de moindre qualité, dont beaucoup étaient à une altitude relativement élevée. Le fuselage avait une structure en acier recouverte de toile et la construction était en tubes d'aluminium. De plus, les passagers étaient assis par trois côte à côte dans une cabine bien aménagée,. Les pilotes était assis dans un poste de pilotage fermé placé en avant de la cabine passagers. Plusieurs plaintes ont émises par les pilotes et membres de l'équipage qui étaient mécontents de ne pas avoir un cockpit ouvert, mais Boeing décida d'ignorer ces plaintes et de continuer avec le concept initialement retenu. Les ailes sont en acier recouvert de toile et avec des bouts d'ailes amovibles, ce qui aide au stockage de l'avion dans les hangars,.
Le 80A voit sa capacité en passagers portée à 18 avec des moteurs Pratt & Whitney R-1690 Hornet, des 9 cylindres en étoile refroidis par air. 

## Versions
Model 80Version originale de la série de Boeing 80 avec le moteur Pratt & Whitney Wasp de 410 ch. Quatre appareils furent construits.
Model 80AVersion améliorée avec le moteur Pratt & Whitney Hornet de 525 ch et une structure plus légère. Dix exemplaires furent produits.
Model 80A-1Version doté d'un empennage modifié, avec l'ajout de deux petites dérives de part et d'autre de la dérive principale. Tous les modèles 80A sont convertis à cette nouvelle norme.
Model 80B-1Un seul appareil construit à partir d'un 80A, avec un poste de pilotage ouvert.
Model 226Exemplaire unique, dérivé du modèle 80A converti en avion d'affaires pour la compagnie pétrolière Standard Oil. L'empennage modifié sera plus tard introduit sur tous les modèles 80A.

## Carrière opérationnelle
Le modèle 80 a mené ses premiers vols courrier et passagers réguliers pour Boeing Air Transport à partir du 20 septembre 1928 et a été rapidement rentable. Le modèle 80A, une version améliorée du premier modèle, est entré en service en septembre 1929.
En mai 1930, Boeing Air Transport introduit les hôtesses de l'air et en embauche huit, toutes des infirmières célibataires, dont Ellen Church qui devient la chef des hôtesses de l'air. Ce sont les premières hôtesses de l'air de l'histoire de l'aviation. Les premiers vols transportant des hôtesses de l'air eurent lieu le 15 mai. Elles gagnaient 125 $ pour 100 heures de vol par mois. 
Les modèles 80 et 80A sont restés en service avec Boeing Air Transport (plus tard rebaptisé United Airlines) jusqu'à leur remplacement par le bimoteur monoplan Boeing 247 en 1934 plus confortable et plus rapide.
Le dernier 80A-1 en service fut transformé en cargo avec une porte de chargement et vola en Alaska avec le pilote Robert Reeve. C'est cet exemplaire récupéré en 1960 à Anchorage qui est aujourd'hui au musée aéronautique Museum of Flight de Seattle. 

## Opérateurs
États-Unis
- Boeing Air Transport[11]
- Monterey Peninsula Airways[11]
- Morrison-Knudsen Company (en)[11]
- Robert Campbell Reeve (en)[11]
- Standard Oil, California[12]
- United Airlines[11]